# Kortejärvi (Padasjoki, Päijänne-Tavastland, Finland)
Kortejärvi är en sjö i Finland. Den ligger i kommunen Padasjoki i landskapet Päijänne-Tavastland, i den södra delen av landet, 130 km norr om huvudstaden Helsingfors. Kortejärvi ligger 155 meter över havet. Arean är 8,6 hektar och strandlinjen är 1,6 kilometer lång. Sjön  ingår i Kumo älvs huvudavrinningsområde.   I omgivningarna runt Kortejärvi växer i huvudsak barrskog.